# 金亨稷師範大學
金亨稷師範大學（朝鲜语：／），位于朝鲜民主主义人民共和国首都平壤市，成立於1946年，原名為平壤教員大學（평양교원대학），後於1948年改名為平壤師範大學（평양사범대학），一度因韓戰而遷移到平安北道枇岘郡忠烈里，並於之後改名為平壤第一師範大學（평양 제1 사범대학），最終於1975年改為現名以紀念金日成之父金亨稷。
該大學設置了金日成革命歷史、哲學、教育、語言文學、歷史、地理、數學、物理、生物、化學、外語、體育和再教育等系，共27門學科。此外，該校還設立了博士院、教育信息中心、師範教育研究所和自然科学研究所。